# Nomada elegantula
Nomada elegantula är en biart som beskrevs av Cockerell 1903. Nomada elegantula ingår i släktet gökbin, och familjen långtungebin. Inga underarter finns listade i Catalogue of Life.